# Frederico Heimler
Frederico Heimler SDB (ur. 17 lutego 1942 w Unterlammerthal, zm. 7 listopada 2018 w Campo Grande) – niemiecki duchowny katolicki posługujący w Brazylii, biskup Cruz Alta w latach 2002-2014.

## Życiorys
Urodził się w niemieckim Unterlammerthal. Pod koniec lat 50. wyjechał do Brazylii i tam rozpoczął nowicjat w zgromadzeniu salezjanów. Profesję wieczystą złożył 15 sierpnia 1960, zaś święcenia kapłańskie przyjął 12 lipca 1970. Pracował w kolegiach salezjańskich w Campo Grande i w Corumbá. W latach 1983–1984 pełnił funkcję ekonoma prowincji zakonnej.

### Episkopat
9 grudnia 1998 papież Jan Paweł II mianował go biskupem koadiutorem diecezji Corumbá. Sakry biskupiej udzielił mu 31 stycznia 1999 ówczesny arcybiskup Campo Grande, Vitório Pavanello.
8 maja 2002 został prekonizowany biskupem Cruz Alta.
W 2014 z powodu złego stanu zdrowia złożył rezygnację z urzędu, którą 11 czerwca 2014 przyjął papież Franciszek. Po odejściu na emeryturę zamieszkał w kolegium salezjańskim w Campo Grande, gdzie zmarł 7 listopada 2018.